# Теніс на платформі
Теніс на платформі (англ. platform tennis; його часто називають «паддл», незважаючи на інші види спорту з подібними назвами) походить від тенісу, розробленого в 1928 році в тенісному клубі Fox Meadow в Скарсдейлі, штат Нью-Йорк, Джеймсом Когсуеллом та Фессенденом Бланшардом. 

## Розвиток
Когсуел і Бланшар прагнули розвинути вид спорту, яким можна було б займатися на відкритому повітрі взимку. Початкова платформа, яку вони побудували, складала 15 метрів  довжиною і 6,1 метр шириною, розміри, продиктовані крутим схилом власності Когсуелла і обмежені наявністю великої скелі.   Корт був занадто малий для волейболу, а нависла зелень виключала бадмінтон - дві альтернативи, які розглядали Когсуелл і Бланшард, залишаючи форму палубного тенісу єдиним варіантом, який вони вважали життєздатним.  Когсуелл знайшов спорядження для паддл тенісу в магазині спортивних товарів і почав використовувати його на своєму майданчику, опустивши сітку, якою вони грали на палубному тенісі.  Оскільки м’ячі, які вони використовували, зазвичай виходили з гри, було додано фехтування, піднімаючись з початкової висоти 2,4 м до 3,7 м станом на 1932 рік. Розміри 12 м на 5,5 м були розширені до 13 м на 6,1 м розміру корту для бадмінтону. Оскільки це залишило вузьку смугу поза грою між майданчиком та огорожею, паркани були введені в дію, і гравцям дозволялося бити по м'ячу після того, як він відбився від паркану.  Розміри корту в 1932 році розширились до остаточного розміру, зробивши його еквівалентним розміру на одну чверть стандартного тенісного корту.  У 1935 році в клубі Fox Meadow у Скарсдейлі відбувся перший національний чемпіонат. 

## Правила

### Корт

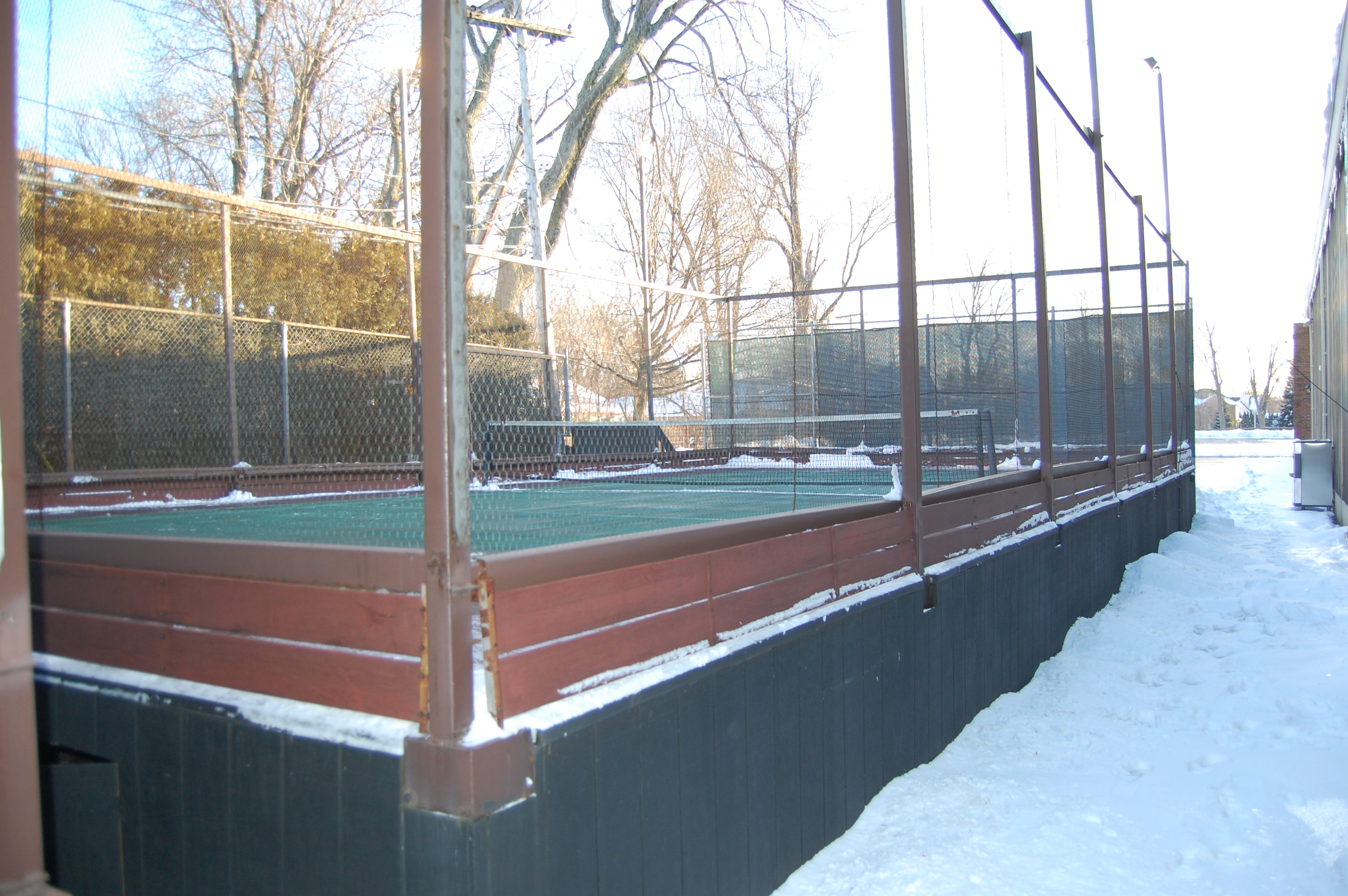
Тенісний корт на платформі

Площа майданчика на одну третину більша за традиційний тенісний корт і оточена огорожею з дроту 3,7 м висотою. Напружене фехтування дозволяє відігравати м’ячі від стіни та залишатись у грі. Спочатку розроблений на землі, непридатній для традиційних тенісних кортів, наприклад, уздовж пагорбів, простір під платформою дозволяє встановлювати опалювальне обладнання, яке разом із освітленням дозволяє цілодобово грати цілодобово навіть у холодну погоду. Корти в місцях з теплою погодою, швидше за все, будуватимуться на рівній місцевості, оскільки усувається необхідність очищення снігу та льоду.  Настил становить 18 м довжиною на 9,1 м в ширину. Корт має розміри 13 м в довжину на 6,7 м по ширині і розділений сіткою, яка тримається підтягнутою на висоті 860 мм у центрі та 940 мм на кожному кінці. 

### М'яч і ракетка

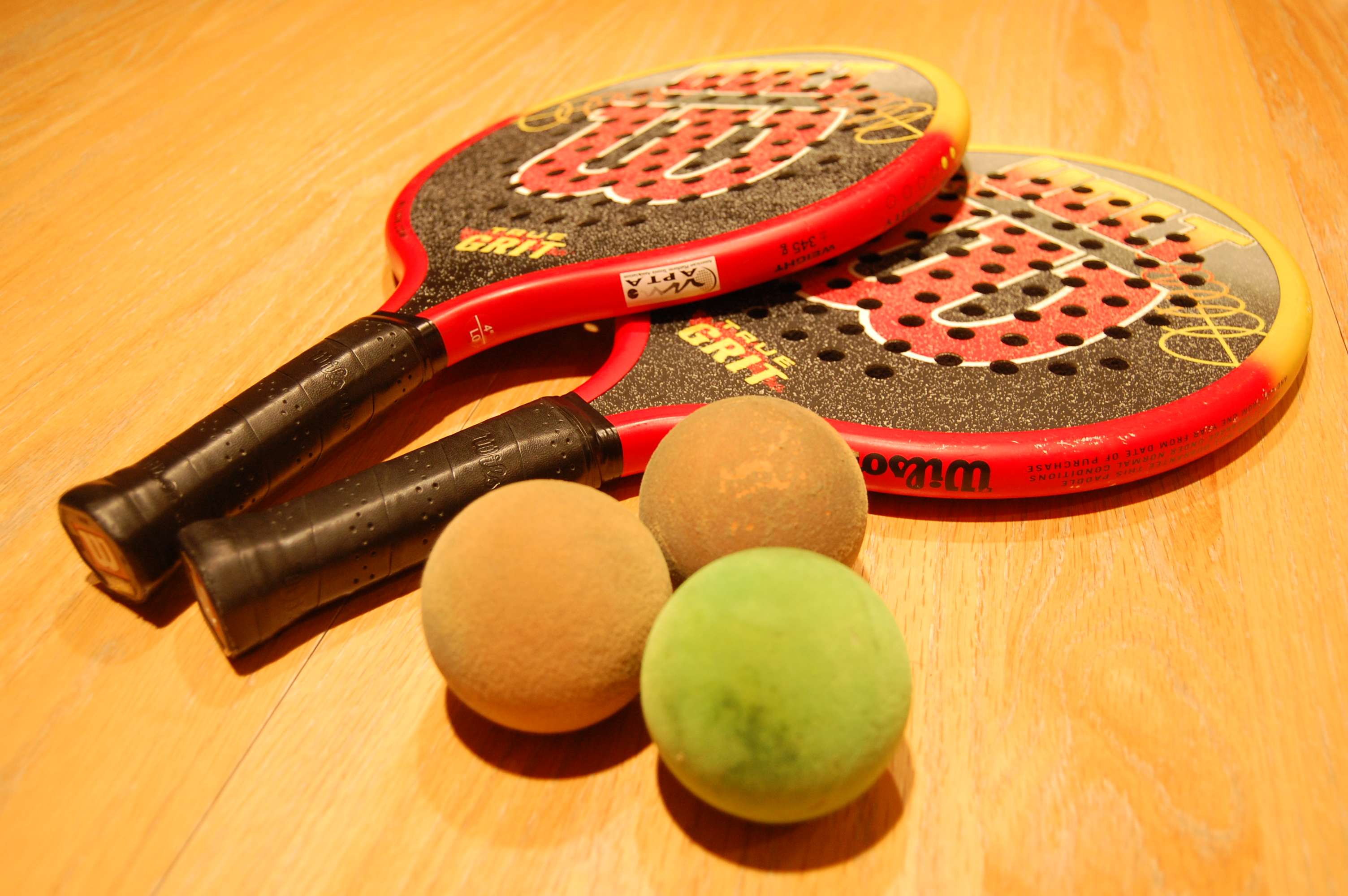
Ракетки та м'ячі, що використовуються для гри в теніс на платформі

Губчаста кулька розміром 64 мм в діаметрі. М'яч можна подавати на руку. По м'ячу б'ють лопаттю, що простягається на 460 мм і яка може мати до 87 отворів розміром не більше 9,5 мм  в діаметрі для поліпшення аеродинаміки. 

### Гра
Подача - це перший удар, який починає очко. Подача ініціюється підкиданням м'яча в повітря і ударом у діагонально протилежній сервісній частині. М'яч може контактувати з сіткою: якщо він потрапляє в сервісну частину, це дійсна подача. У тенісі на платформі немає «дозволів».
Правила, що регулюють подачу, різні для гри в одиночному та парному розрядах. У грі в одиночному розряді застосовуються подібні правила тенісу, тобто гравець може зробити дві спроби правильної подачі. Тільки після другої невдалої спроби («помилки») очко втрачається. У грі парного розряду гравець отримує єдиний шанс на дійсну подачу. З цієї причини подачі часто набагато менш агресивні у грі у парному розряді.

### Підрахунок балів
Тенісний майданчик використовує однакові правила тенісу для гейму, сету та матчу.

## Подібні види спорту
- Паддл теніс - це гра, яка адаптована до тенісу, яка проводиться на майданчику, меншому за традиційний тенісний корт з нижчою сіткою та без парних доріжок. Як і теніс на платформі, у паддл теніс грають твердою ракеткою. У паддл тенісі використовується розгерметизований тенісний м’яч та подача подання. Один і той же майданчик застосовується як для одиночного, так і для парного розряду, причому пара є домінуючою формою гри.
- Падель-теніс (або просто «Падель») теж схожий. Падель зазвичай грають у парному розряді на закритому майданчику приблизно вдвічі меншому за тенісний корт. Популярний у Європі та Латиноамериканській Америці. Падель-теніс був винайдений в 1969 році в Акапулько, Мексика, Енріке Коркуерою.